# Locomotiva FS 272
Le locomotive FS 272 costituivano un gruppo eterogeneo di locomotive a vapore con tender, di rodiggio 0-3-0, parte a semplice e parte a doppia espansione, acquisite dalle ferrovie della Prussia in conto riparazioni di guerra.

## Storia
In seguito alla sconfitta della Germania nella prima guerra mondiale tra le molte locomotive destinate a risarcimento danni bellici per Italia dopo il 1919, ne giunsero quattro unità "prussiane G 4.1" che vennero immatricolate come FS 272.001-004 e sei unità "prussiane G 4.²" immatricolate come FS 272.005-010. 

Si trattava di macchine ormai antiquate che sarebbe stato costoso tenere a lungo in esercizio; vennero radiate dal parco FS tra 1926 e 1930. Le prime ad essere radiate furono quelle a doppia espansione a causa probabilmente della maggiore onerosità delle riparazioni del motore a doppia espansione; al 30 giugno 1924 risultavano accantonate la 272.006 e la 272.007. Le rimanenti furono demolite tra 1926 e 1928. Le locomotive a semplice espansione durarono in servizio fino al 1929-1930.

## Caratteristiche
Le locomotive erano costruite sullo stesso progetto delle G 3 (FS 271) a cui erano state apportate alcune modifiche di irrobustimento del telaio e della caldaia a vapore saturo, con pressione di esercizio aumentata a 12 bar. Il motore era a semplice espansione nelle prime quattro unità (ex G 4.1) e a doppia espansione per le successive sei ( ex G 4.²); uguale era la distribuzione interna al telaio tipo Allan. Uguali alle 271 FS erano sia il forno con superficie di griglia di 1,53 m² che la superficie tubiera, di 116 m². Il carro della macchina poggiava su tre assi accoppiati da una biella. Il moto veniva trasmesso mediante biella motrice sull'asse centrale dal quale, tramite una biella di accoppiamento, la coppia motrice veniva applicata a tutti gli assi; il rodiggio era "dissimmetrico" in quanto il primo asse distava 2.000 mm dal secondo che, a sua volta, era distanziato di 1.400 mm. Per migliorare l'inscrizione in curva e ridurre l'effetto del passo rigido della locomotiva questa aveva il bordino dell'asse centrale di spessore ridotto rispetto agli altri due. Differente era la velocità massima raggiungibile, di 45 km/h per le prime quattro, di 55 km/h per le sei successive che erano, a causa del motore a doppia espansione più pesanti di 1,1 tonnellate. Tutte le locomotive erano equipaggiate con il tender prussiano a tre assi, 3 T 10.5.